# Crise de Fachoda
| Chronologie des relations franco-britanniques lors de la crise de Fachoda | Chronologie des relations franco-britanniques lors de la crise de Fachoda | Chronologie des relations franco-britanniques lors de la crise de Fachoda                                          |
| ------------------------------------------------------------------------- | ------------------------------------------------------------------------- | --- |
| 1894                                                                      | 30 mai                                                                    | Gabriel Hanotaux devient le ministre français des Affaires étrangères et Théophile Delcassé ministre des Colonies. |
| 1895                                                                      | 17 janvier                                                                | Félix Faure est élu président de la République française.                                                          |
| 1895                                                                      | 25 juin                                                                   | Lord Salisbury devient Premier ministre et ministre des Affaires étrangères de Grande-Bretagne.                    |
| 1896                                                                      | 21 septembre                                                              | Lord Kitchener et son armée anglo-égyptienne entrent au Soudan.                                                    |
| 1897                                                                      | Février                                                                   | Jean-Baptiste Marchand quitte le Congo pour le bassin du Nil.                                                      |
| 1898                                                                      | 28 juin                                                                   | Théophile Delcassé est nommé ministre français des Affaires étrangères.                                            |
| 1898                                                                      | 10 juillet                                                                | Jean-Baptiste Marchand atteint Fachoda.                                                                            |
| 1898                                                                      | 19 septembre                                                              | Lord Kitchener atteint Fachoda et se retrouve face au drapeau français.                                            |
| 1898                                                                      | 12 novembre                                                               | Jean-Baptiste Marchand reçoit l’ordre de retirer ses troupes.                                                      |
| 1899                                                                      | Janvier                                                                   | Condominium anglo-égyptien sur le Soudan.                                                                          |
| 1904                                                                      | 8 avril                                                                   | Signature des accords anglo-français dits de l’Entente cordiale.                                                   |

La crise de Fachoda (en anglais the Fashoda incident) est un incident diplomatique sérieux qui opposa la France au Royaume-Uni en 1898 dans le poste militaire avancé de Fachoda au Soudan (aujourd’hui, Soudan du Sud). Son retentissement a été d’autant plus important que ces pays étaient alors agités par de forts courants nationalistes.
Fachoda est située à 650 km au sud de la capitale soudanaise Khartoum. Entre 1865 — date de sa création — et 1884 — année de son démantèlement —, Fachoda est un poste militaire égyptien destiné à lutter contre les trafiquants arabes. Bien que désertée, la place reste le principal point de contrôle du Bahr el-Ghazal.
Depuis le départ des Britanniques après la révolte mahdiste de 1885, cette région du Soudan est convoitée par les principales puissances coloniales européennes : Royaume-Uni, France, Italie et Belgique. Ces dernières recherchent activement un débouché sur le Nil Blanc et, de la sorte, un point d’ancrage vers l’Égypte.
En effet, au-delà de l'intérêt stratégique de cette position, le vide créé par le départ britannique s’opère à un moment où le partage de l'Afrique est presque achevé et où les occasions d’acquisition de nouveaux territoires se font rares. Ainsi, les projets d’expansion français vers l’Est (pour relier l'Atlantique — Dakar — à la mer Rouge — Djibouti) et les projets britanniques d’extension du chemin de fer Le Cap - Le Caire, selon les vœux de Cecil Rhodes, se sont heurtés à Fachoda le 19 septembre 1898. L'incident s'est déroulé dans un contexte d’extrême ferveur nationaliste de part et d’autre, qui laisse un moment craindre un conflit ouvert.

## Les rivalités européennes en Afrique
La fin du XIXe siècle voit une multiplication des heurts et des différends territoriaux entre les deux principales puissances coloniales, principalement en Afrique. La France, installée à Madagascar, occupe une position stratégique sur la route des Indes par le Cap. Cette difficulté est toutefois réglée par la reconnaissance des droits britanniques sur Zanzibar par la France alors que, dans le même temps, un accord est signé en août 1890 qui définit les zones d’influences françaises et britanniques dans la région du Niger.

### La mainmise britannique sur l’Égypte
Pour des articles plus généraux, voir Dynastie de Méhémet Ali et Égypte sous les Alaouites.

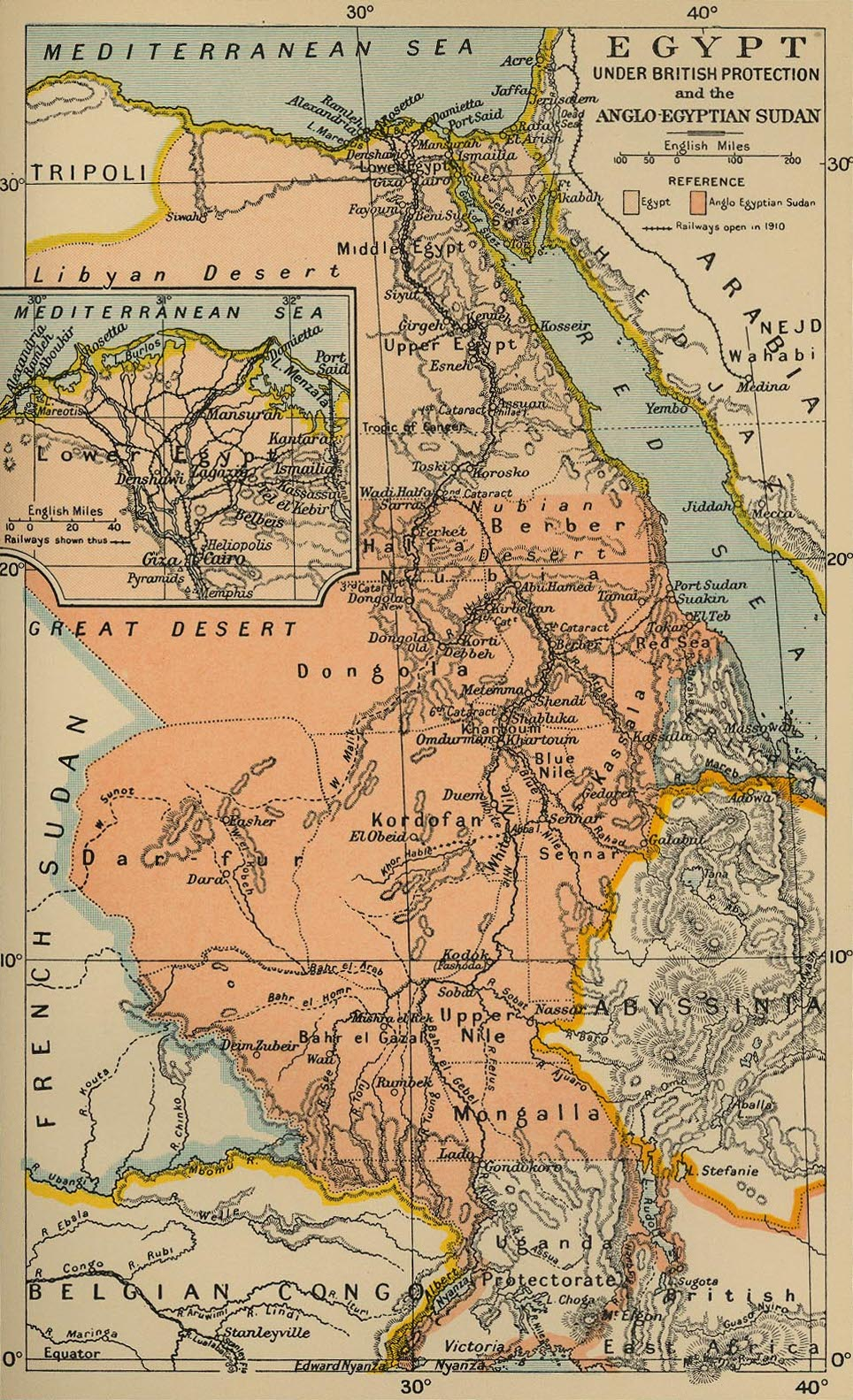
Égypte et Soudan britanniques. Sur cette carte de 1912, on peut repérer au sud, sur le Nil, le site de Fachoda (Kodok).

L’Égypte reste une question épineuse, car les deux États y ont des prétentions. Le Royaume-Uni ne peut se permettre de négocier avec la France alors que cette région lui est vitale sur la route des Indes. De son côté, la France a pris pied dans le pays depuis la campagne d'Égypte de Napoléon Bonaparte en 1798. Elle y est effectivement soutenue depuis 1811 par le pacha d’Égypte Méhémet Ali, théoriquement vassal du sultan de l'Empire ottoman mais concrètement souverain indépendant. En 1856, Saïd Pacha, descendant et successeur de Méhémet Ali, accorde d'ailleurs à Ferdinand de Lesseps la concession du futur canal de Suez, inauguré par l’impératrice Eugénie en 1869, malgré l’opposition britannique. La France, initiatrice du projet, acquiert 52 % des actions de la société d’exploitation du canal, et le khédive 45 %. Ce canal, prouesse technique de 161 km de long, aux mains des Français, bouleverse considérablement la donne géopolitique. Le gouvernement britannique en est conscient et rachète, au nez et à la barbe de la France, dès 1875, les actions détenues par Ismaïl Pacha alors confronté à une grave crise financière. Il doit d’ailleurs abdiquer en faveur de son fils Tawfiq en 1879. Ce dernier, totalement soumis aux Européens, ne tarde pas à se heurter à une révolte menée par un militaire nationaliste, Ahmed Urabi.
En juin 1882, le Royaume-Uni intervient militairement, mais seul, en Égypte. En effet, le cabinet Freycinet, désavoué par la Chambre menée notamment par Georges Clemenceau et Léon Gambetta, n’obtient pas les fonds nécessaires à une expédition conjointe, laissant désormais l’Égypte à la seule influence britannique. La France a beau multiplier les critiques face à une action unilatérale britannique, elle est de facto exclue du jeu en Égypte, où l’administration, l’armée et le khédive sont sous tutelle. D’ailleurs, l’intervention britannique à Fachoda s’effectue au nom, et sous les bannières du khédive.

### La question soudanaise

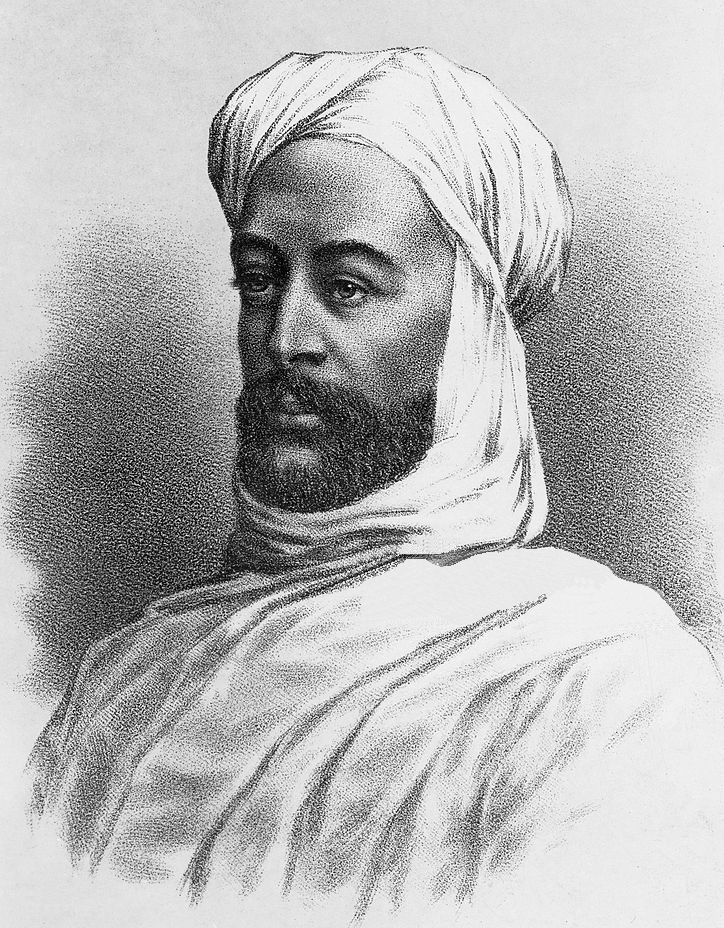
Mohammed Ahmed
Depuis le règne d’Ismaïl Pacha, le Soudan est sous influence égyptienne et soumis à une administration violente et corrompue. Mohammed Ahmed fomente les premiers troubles à partir de 1883 afin de libérer le Soudan des « Turcs » et des « Francs ». Le Mahdi, à la tête de ses derviches, donne à sa lutte et à son personnage un caractère sacré et divin.

En 1885, après la bataille de Khartoum au cours de laquelle le gouverneur général britannique Charles Gordon est tué, le Soudan tombe aux mains des troupes musulmanes et les forces anglo-égyptiennes sont chassées de la région.
La sanglante défaite italienne à Adoua face aux troupes de Ménélik II, le 1er mars 1896, est habilement exploitée par le Royaume-Uni comme prétexte à la reconquête alors que la France et la Belgique se font de plus en plus menaçantes sur le Soudan. De plus, les défaites britannique face aux mahdistes et italienne face aux Éthiopiens, pouvaient être considérées comme une réelle menace pour l’avenir de la colonisation. Horatio Herbert Kitchener, sirdar de l’armée égyptienne, reçoit l’ordre de mettre fin à la sécession mahdiste. Avec près de trois mille hommes et une trentaine de canonnières, il remonte la vallée du Nil, écrase les mahdistes à la bataille d'Omdurman près de Khartoum avant de poursuivre sa progression vers le Haut-Nil, où, le 18 septembre 1898, il découvre le drapeau français flottant sur Fachoda.

## L’expédition Marchand

### La mission Congo-Nil
En novembre 1894, Théophile Delcassé, alors ministre français des Colonies, ordonne à Victor Liotard, gouverneur du Haut-Oubangui, d’organiser une expédition vers le Haut-Nil. L'objectif est alors surtout de pousser les Britanniques à faire quelques concessions sur le statut de l’Égypte.

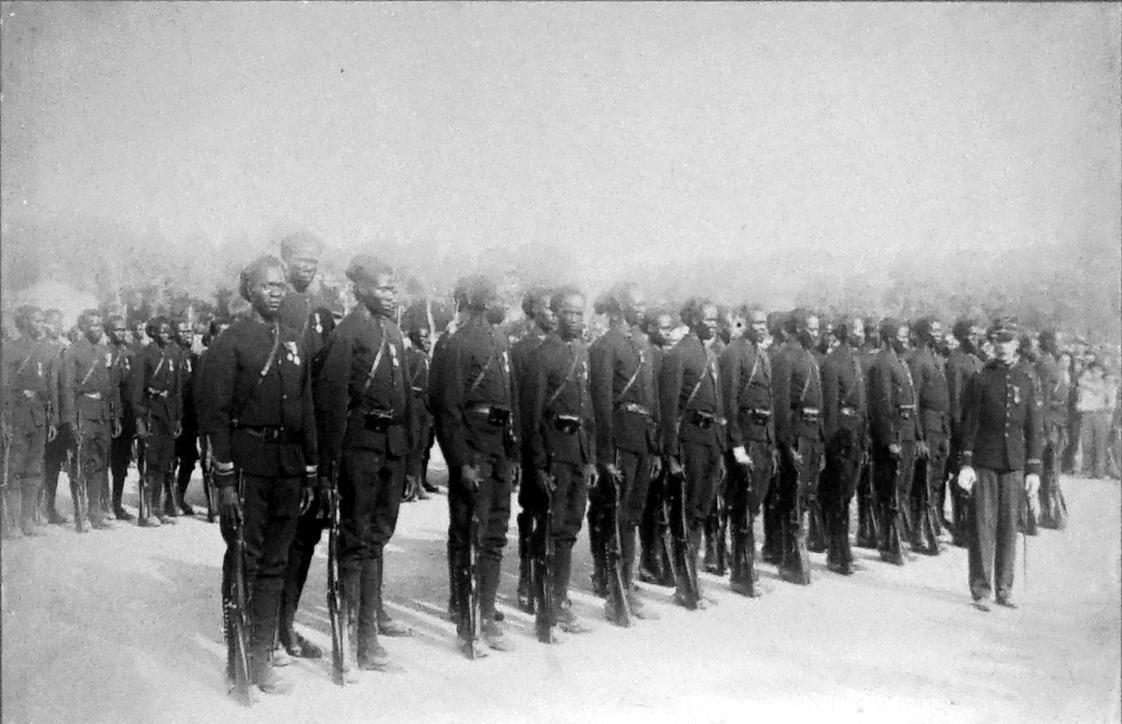
Tirailleurs de la mission Congo-Nil.

En mars 1895, sir Edward Grey, sous-secrétaire d’état aux Affaires étrangères, déclare que l’éventualité d’une mission française dans la région serait un « acte tout à fait inamical et serait considéré comme tel par l’Angleterre ». Gabriel Hanotaux, ministre des Affaires étrangères, réfutant les accusations britanniques, reçoit toutefois dès juillet le capitaine d’infanterie de marine Jean-Baptiste Marchand afin d’étudier avec lui le projet d’une éventuelle expédition vers Fachoda dont le caractère stratégique quant à l’installation d’un barrage sur le Nil a été démontré par le polytechnicien français Alexandre Prompt. Au mois de septembre de la même année, un remaniement ministériel voit le départ de Théophile Delcassé au profit d’Émile Chautemps qui suspend aussitôt l’expédition de Victor Liotard. La rupture est évitée de peu avec Londres mais le double jeu de la France est manifeste.

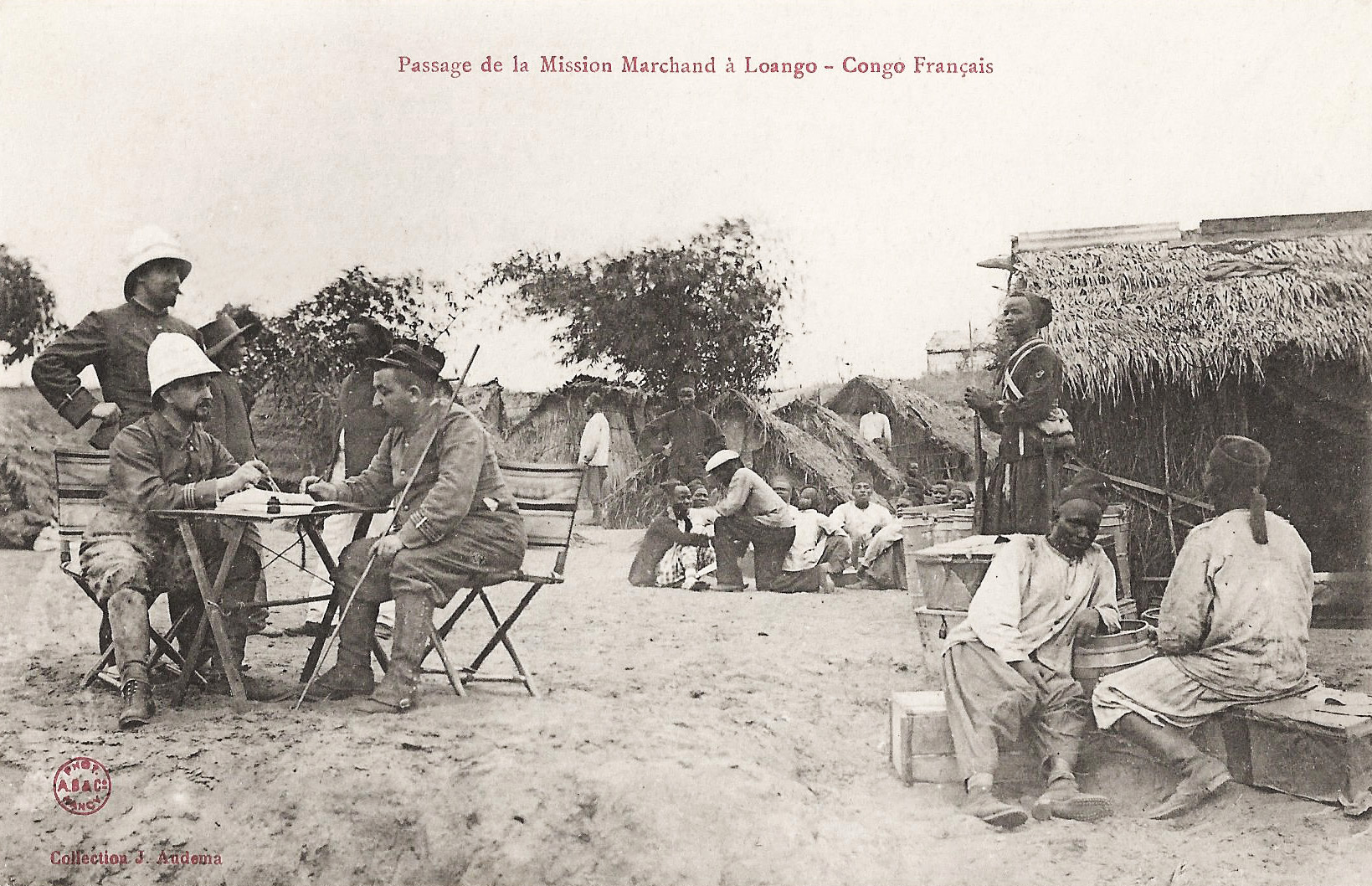
Passage de la mission Marchand à Loango.

Tout au long de l’année 1895, Jean-Baptiste Marchand se heurte à l’instabilité ministérielle et ne peut faire adopter son projet. Ce n’est que le 24 février 1896, avec l’appui du président Félix Faure et du lobby colonial, que l’explorateur obtient l’accord officiel ainsi que le financement de l’opération. Le retour de Gabriel Hanotaux en avril lui permet d’accélérer les préparatifs de départ vers le Congo français. Afin, sans doute, de ménager le gouvernement britannique, le gouvernement français avait déclaré que la mission Marchand n’était pas « un projet de conquête » et qu’elle était une expédition « exclusivement pacifique ». Malgré le caractère secret de celle-ci, les journaux ainsi que les diplomates étrangers sont parfaitement au courant du projet en raison des nombreuses négligences de l’administration française.
Parti le 29 juin 1896 de Marseille, Jean-Baptiste Marchand débarque un mois plus tard à Loango. Rien n’est pourtant joué car, dans le même temps, une expédition belge est elle aussi en route. Commandée par le baron Francis Dhanis, elle part de Stanleyville dans l'État indépendant du Congo en septembre 1896 avec cinq mille fantassins indigènes et trente-sept canons, en direction de Fachoda. Elle atteint le lac Albert en février 1897. En avril, cependant, l'avant-garde se rebelle. Les hommes de l'ethnie des Tetela se retournent contre leurs officiers. Le 18 mars, ils attaquent le gros de la colonne indigène qui se range du côté des assaillants. Les Belges mettent trois ans à réprimer cette révolte.
De son côté, ce n’est qu’après deux années d’un très difficile voyage à travers la forêt tropicale (opposition de Pierre Savorgnan de Brazza, expédition par la terre trop risquée car en proie à des guerres tribales, utilisation de deux bateaux à vapeur le Faidherbe et le Duc d'Uzès démontés pièce par pièce pour les transporter jusqu'aux marécages de Bahr el-Ghazal qu'il faut traverser, puis affrètement de trois baleinières…), en compagnie de douze officiers et sous-officiers européens, cent cinquante tirailleurs sénégalais et plusieurs milliers de porteurs razziés, que Jean-Baptiste Marchand atteint Fachoda le 10 juillet 1898 Marchand hisse le drapeau tricolore et rebaptise Fachoda Fort Saint-Louis.

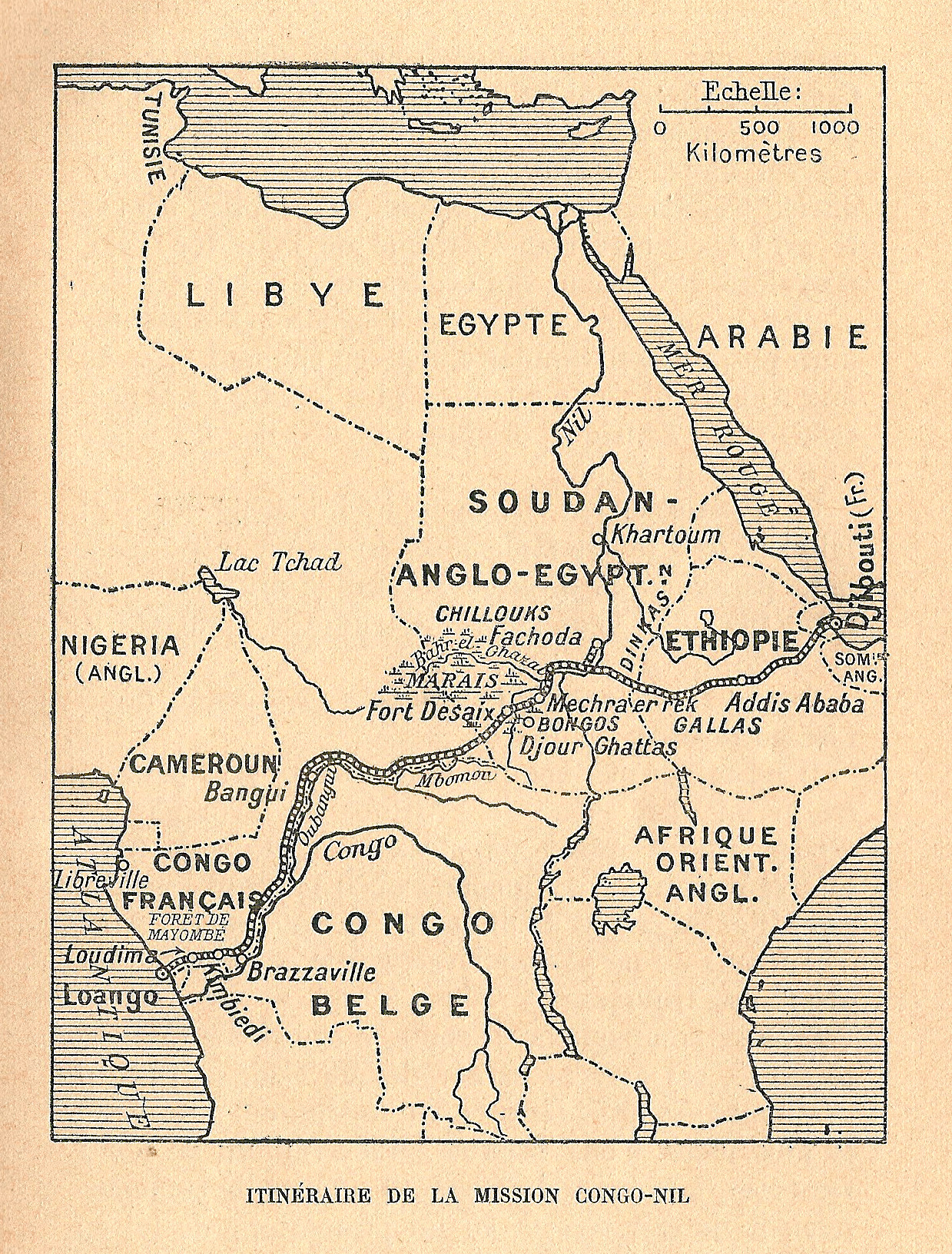
Mission Marchand, itinéraire.

Deux autres expéditions devaient le rejoindre depuis l'Abyssinie mais ne purent le faire faute d'une logistique suffisante. Cependant, deux membres de l'une d'entre elles se trouvaient à Fachoda, en compagnie du Negusse Negest d'Abyssinie, quarante jours avant l'arrivée de Jean-Baptiste Marchand.

### Mission Julien
En 1897, Paris décide d'envoyer du renfort : ce sera la « Mission Julien », dite « Relève Marchand ». En mars 1899, le capitaine Julien est à Ouango et attend les ordres après l'affaire de Fachoda. La relève de Marchand devenant inutile, la « Mission Julien » est arrêtée à Bangassou, sur la rivière Mbomou, affluent de l'Oubangui. Mis à la disposition du lieutenant de vaisseau Bretonnet en expédition pour occuper de façon effective au nom de la France, les pays du Tchad qui n'avaient été qu'explorés, le 29 mars 1899, Julien, en exécution de cet ordre, quitte Bangassou par voie de terre pour le rejoindre à Krébedjé (nom indigène du poste de Fort Sibut).

### La crise

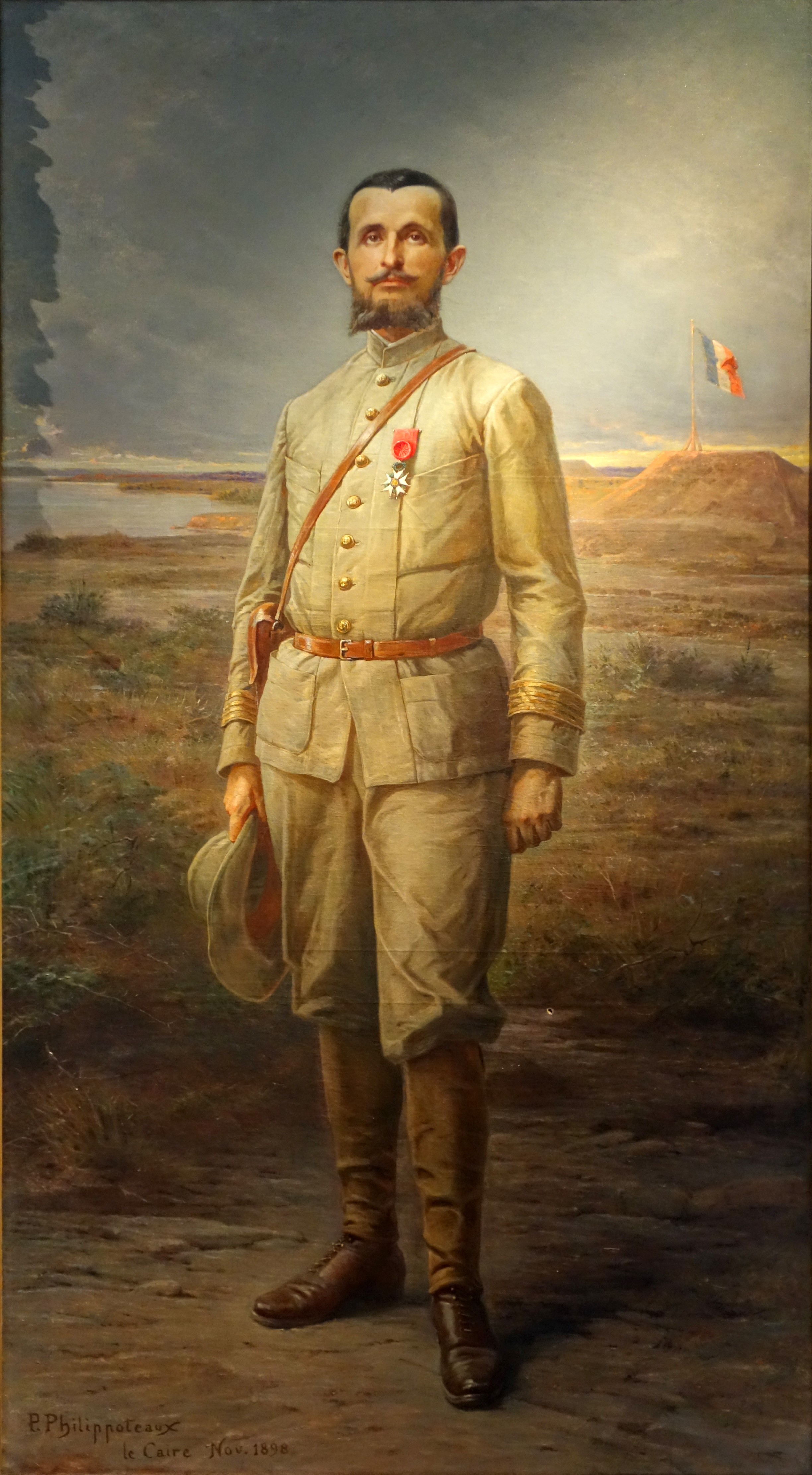
Le commandant Marchand à Fachoda.

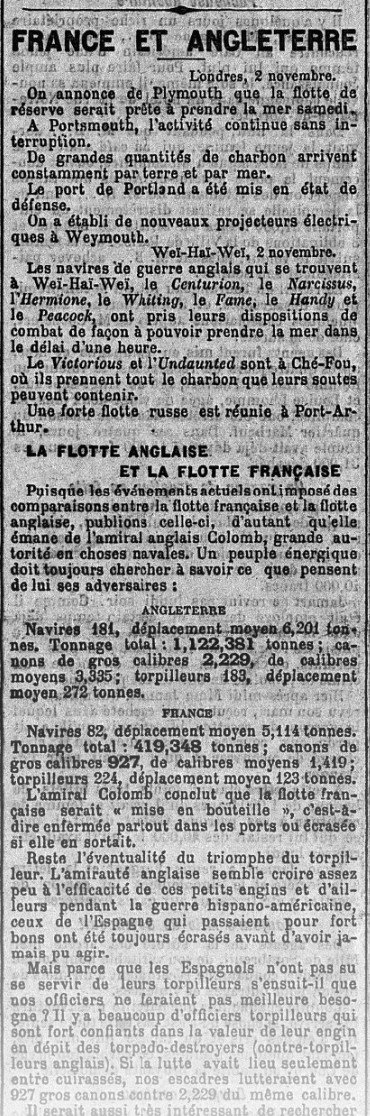
Article d'époque traitant des forces navales respectives de la France et de la Grande-Bretagne.

En août 1898, après la victoire face aux mahdistes, Horatio Herbert Kitchener reçoit de Salisbury, Premier ministre britannique, des ordres très stricts. Le sirdar doit repousser toute invasion étrangère dans le Haut-Nil. Prévenu de l’implantation française à Fachoda après que Jean-Baptiste Marchand se fut heurté à quelques derviches du Mahdi (le 25 août, un combat l'oppose à trois mille derviches mahdistes montés sur deux steamers, le Safieh et le Tewfikieh), Lord Kitchener parvient à Fachoda où il rencontre Marchand le 19 septembre 1898, à 10 heures du matin. Le général britannique exige l’évacuation des lieux par le détachement français le 30 septembre, qui ne recevront l'ordre de se retirer que le 12 novembre, tout en cherchant à éviter un affrontement direct. Cela transparaît dans le rapport Marchand :

« Après les présentations réciproques, le sirdar me demanda si je me rendais bien compte de la signification de l’occupation française de Fachoda territoire égyptien […] 
— C’est bien par ordre du gouvernement français que vous occupez Fachoda ? 
— Oui, mon général, c’est par ordre de mon gouvernement que Fachoda est aujourd’hui poste français. 
— C’est mon devoir alors de protester au nom de la Sublime Porte et de Son Altesse le khédive que je représente au Soudan contre votre présence à Fachoda. 
Inclinaison de tête. 
— Sans doute, votre intention est de maintenir l’occupation de Fachoda. 
— Oui, mon général ; et j’ajoute qu’au besoin nous nous ferons tous tuer ici avant… 
Le sirdar me coupe la parole : 
— Oh, il n’est pas question de pousser les choses aussi loin. Je comprends et j’admets que chargé d’exécuter les ordres de votre gouvernement, votre devoir vous commande de rester à Fachoda jusqu’à ordre contraire […]. J’espère que nous pourrons arriver tous deux à une entente qui me permettra de remplir cette simple formalité après laquelle nous laisserons les choses en l’état jusqu’à la décision de nos gouvernements. »

— Marc Michel, La Mission Marchand.
Les deux hommes s’en remettent donc à leurs chancelleries respectives. À Paris, Théophile Delcassé, ministre des Affaires étrangères depuis juin 1898, pense d’abord résister mais doit rapidement se faire une raison devant l’intransigeance de Salisbury soutenu par une opinion britannique déchaînée, depuis le jubilé de la reine Victoria en 1897, par le jingoïsme ambiant. Alphonse Chodron de Courcel, l’ambassadeur français à Londres, expédie à ce sujet un télégramme prioritaire à Théophile Delcassé dans lequel il explique que « la population britannique, toutes classes confondues, accepte l’idée d’une guerre ». Quelques jours plus tard, il ajoute : « À mon avis, il convient de décider de notre propre chef […] l’évacuation de Fachoda ». Le 28 octobre, le premier ministre britannique explique à Courcel qu’il « ne peut y avoir de possibilité de négociation ni de compromis tant que le drapeau français flotte sur Fachoda ». Delcassé répond, par le biais de l’ambassadeur britannique Monson (en) : « Ne me demandez pas l’impossible, ne me mettez pas au pied du mur. » tout en questionnant avec inquiétude : « Vous ne feriez pas de Fachoda une cause de rupture entre nous ? », ce à quoi répond affirmativement Monson.
Au cours de ces négociations, la Royal Navy effectue des démonstrations devant Brest et Bizerte.
De plus, le gouvernement français sait que l’alliance russe est peu fiable et que l’Allemagne cherche à tout prix à diviser les deux puissances coloniales. Il n’est pas si ancien le temps où, à la suite du relèvement trop rapide de la jeune IIIe République après sa défaite contre la Prusse, Bismarck projetait une guerre préventive contre la France. Guillaume II, au sujet des manœuvres de la marine britannique écrivait de manière révélatrice : « la situation va devenir intéressante ». Le 1er novembre, Théophile Delcassé, conscient du déséquilibre des forces militaires et diplomatiques « Ils ont des soldats. Nous n'avons que des arguments », aussi bien sur place qu’en Europe, est contraint de céder devant les exigences britanniques. Le 3, la nouvelle est officiellement confirmée au gouvernement de Salisbury par Courcel. Le 11 décembre 1898, Jean-Baptiste Marchand quitte Fachoda pour Djibouti qu’il n'atteint que cinq mois plus tard, le 16 mai 1899. Un paquebot attendait l'expédition à Djibouti.
Pour éviter l'humiliation nationale et justifier cette soudaine retraite à l'opinion publique française, le gouvernement prétexte un mauvais état sanitaire de la troupe de Marchand (ce mauvais état est à l'origine une campagne de désinformation de Lord Kitchener).

## Un règlement pacifique

### Une défaite diplomatique de la France
|                                          |  |                                                                          |
| Caricature francophobe anglaise de 1898. |  | Illustration anglophobe parue dans La France illustrée en novembre 1898. |

Après ce conflit évité de justesse par Théophile Delcassé, un sentiment national d'impuissance et d'humiliation règne sur la France, ce qui débouche par la suite sur une vague d'anglophobie. Les nationalistes français héroïsent Marchand et, à l'instar de la Ligue de la défense nationale, intègrent Fachoda à leur défense d'une armée mise en cause par la campagne dreyfusarde.
Le 21 mars 1899, une convention franco-britannique est signée, qui limite les zones d’influence respectives des deux puissances coloniales à la ligne de partage des eaux entre le Nil et les affluents du lac Tchad. Afin de sauver la face et pour limiter la portée de l’humiliation, cet accord est intégré, en tant qu’acte additionnel, au texte du 14 juin 1898 qui fixait les limites nord du Dahomey et de la Côte-de-l'Or et rectifiait à l’avantage de la France certains points de la ligne Say-Barraoua. La « peur de l'autre » venant des deux nations se dissipe par la suite grâce à la conclusion de l'Entente cordiale, signée le 8 avril 1904 par le Royaume-Uni et la France. Cette entente, au début pleine de défiance, se transforme peu à peu en amitié. Concrètement, la France reçoit en compensation le Ouadaï, le Kanem, le Baguirmi, le Tibesti, provoquant de vives réactions de la Sublime Porte, magnifiquement ignorées par le Royaume-Uni. De plus, exploitant son succès, le gouvernement britannique impose la création, en janvier 1899, du condominium britanno-égyptien du Soudan, placé sous l’autorité de Lord Kitchener.
Malgré la ferveur nationaliste, les deux gouvernements ont toujours gardé une relative sérénité et des rapports cordiaux face à cette crise. L’opinion britannique, malgré le succès de la diplomatie britannique, aurait pu garder une certaine animosité vis-à-vis de la France si la seconde guerre des Boers n’était survenue aussitôt. En France, les réactions furent violentes mais de courte durée. En effet, la question de l’Alsace-Lorraine, la laïcité et surtout l’affaire Dreyfus ont, sûrement plus que Fachoda, exacerbé les sensibilités du moment.

### Les prémices d’une future entente
Très vite Georges Clemenceau et son ami l'amiral Maxse militent pour l'apaisement. Quant à Théophile Delcassé, bien que nationaliste convaincu, il amorce le rapprochement avec le Royaume-Uni, prenant à contre-pied la politique de Gabriel Hanotaux. Le courage de Delcassé réside dans le fait qu’il commence à mener une politique réaliste bien souvent à l’encontre des émotions de son opinion publique. La caution allemande à la seconde guerre des Boers, et le refus de tout soutien français à cette cause, contribue également au réchauffement des relations tout comme la stricte neutralité française dans la guerre survenue entre l'Empire russe et l'empire du Japon, soutenu par le Royaume-Uni. Les visites réciproques d’Édouard VII à Paris et du président Émile Loubet à Londres sont la manifestation d’une plus grande coopération. Le 8 avril 1904, la France signe à Londres une convention par laquelle elle s’engage « à ne pas faire obstruction à l’action du Royaume-Uni dans ce pays l’Égypte par des demandes visant à limiter le temps d’occupation britannique, ou de quelque autre manière ». En outre, ce texte règle tous les contentieux territoriaux entre les deux nations.
En échange de la promesse française, Londres laisse à Paris tout loisir d’établir un protectorat sur le Maroc. Cette concession est ouvertement dirigée contre l’Allemagne qui ne cache pas ses ambitions dans ce pays. Lors des crises marocaines, le soutien de Londres ne fera jamais défaut. L’exigence allemande du départ de Delcassé à cette occasion montre le poids de ce personnage dans la réalisation de l’Entente cordiale ; cette impossible alliance qui se dessine pourtant entre la France et le Royaume-Uni. La France échange donc un territoire qui ne lui appartient pas contre une possession stratégique, contrôlant l’entrée de la Méditerranée, face à Gibraltar, sur la route des Indes. Le Royaume-Uni, de son côté, se libère de vingt années de dissensions sur la question africaine et donne un gage de confiance à un futur allié.

## Suites
La colonne Marchand revient en France en juin 1899 et défile à Longchamp le 14 juillet, accueillie en héros par le public parisien. Une collecte est organisée en la faveur des tirailleurs et rapporte 10 000 francs. Le 16 juillet, ils sont transportés à Toulon et logés sur le Castiglione (en), un ancien vaisseau de ligne de la classe Suffren reconverti en navire-caserne. Des rixes éclatent, car ils n’ont pratiquement rien perçu des trois ans de solde qui leur sont dus (240 francs par an alors que Marchand s’attribuait 15 000 francs par an) et ils réclament en outre une attestation écrite de leurs droits à toucher une pension (50 francs par an). Ils touchent leur dû grâce à l’attention que leur porte la presse depuis leur retour triomphal.

## Conclusion
Le manque de concertation franco-britannique sur la question égyptienne est bien réel, et cette absence de dialogue conduit à la crise. 
Malgré le sentiment populaire français de l'époque, la crise de Fachoda peut être interprétée comme un facteur positif pour les intérêts français. L'expédition Marchand a été un pari : prendre possession d'un territoire récemment évacué par l'armée britannique vaincue et affaiblie par la révolte soudanaise. Le pari n'est pas immédiatement gagnant, certes, puisque le territoire en question, au sud-Soudan, n'entre pas en possession de la France, mais la France obtient, en contrepartie de l'évacuation de Fachoda, des territoires sahariens du Soudan occidental, et plus tard, elle confirma cet avantage en troquant ce qu’elle ne possédait pas au Soudan contre la reconnaissance britannique du protectorat français sur le Maroc. La France est alors sûre de sa force, consciente de sa supériorité, et démontre avoir une politique extérieure intelligente et rusée. 
La Grande-Bretagne, quant à elle, s'épuisera au cours des décennies à venir dans l'administration du sud-Soudan, particulièrement pauvre, et elle finira par quitter le territoire sans avoir tiré le moindre profit de son apparent gain de 1898.
La crise de Fachoda permet aux deux puissances, britannique et française, de sortir temporairement d'une logique de rivalité en recadrant leurs politiques étrangères respectives dorénavant tournées contre la menace de l'Empire allemand.

## Mémoire et sentiment
Cet épisode reste comme l’un des événements marquants de la Troisième République, avec ses scandales politiques et financiers (scandale des décorations, scandale de Panamá).
Dans l’imaginaire collectif français, la crise de Fachoda reste comme une profonde humiliation infligée par un Royaume-Uni triomphant, hautain, provocateur et de mauvaise foi. En somme, l’image même de la « perfide Albion » abondamment reprise par la presse et les caricaturistes de l’époque.
Il a donné naissance au « complexe de Fachoda », « l'obsession d'une rivalité réelle ou imaginée avec l'influence « anglo-saxonne » en Afrique ».
Un monument à la mission Marchand a été construit à Paris entre 1939 et 1949.

### Bibliographie

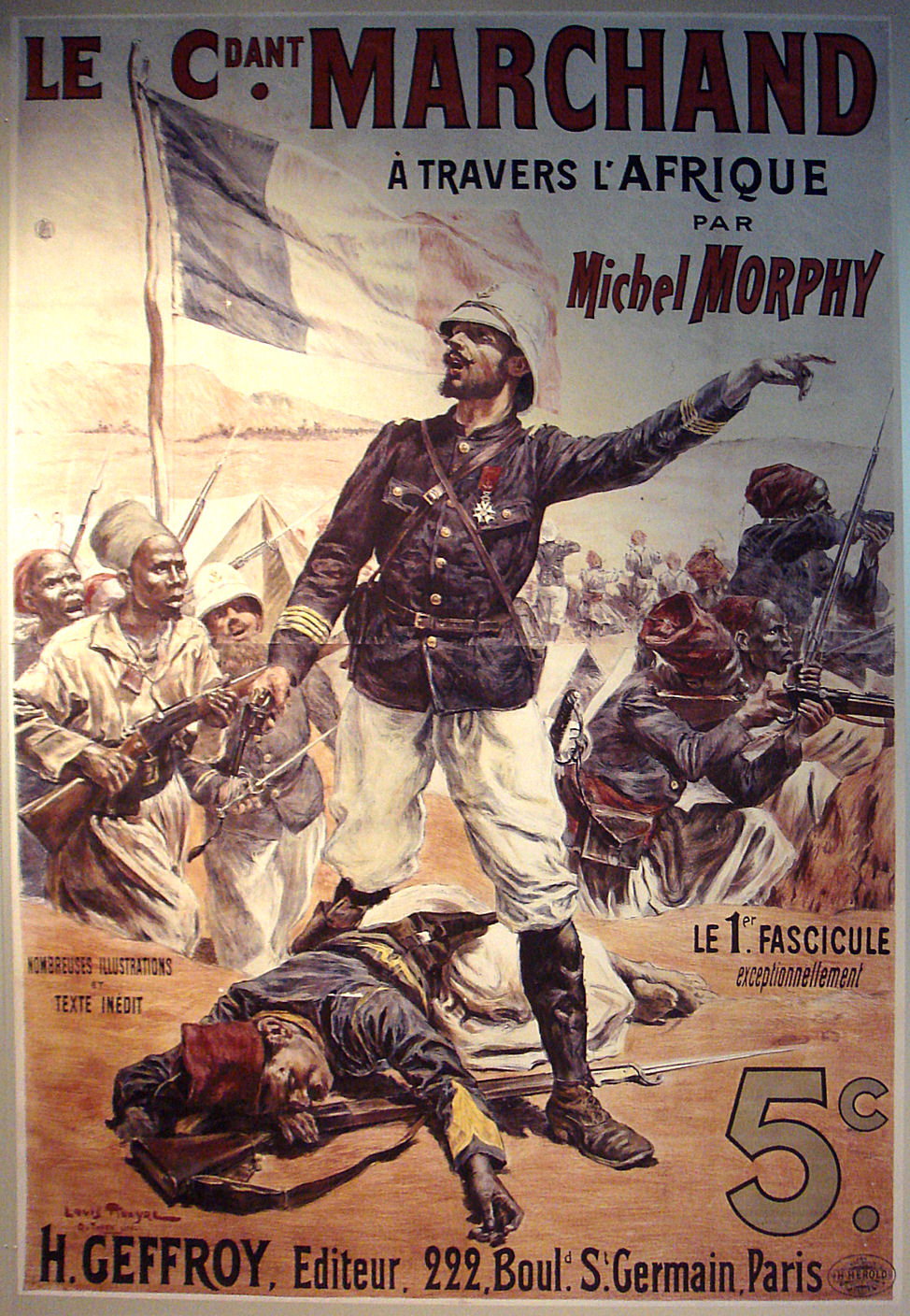
Illustration d'un livre relatant l'expédition Marchand à travers l'Afrique.

#### Relations internationales
- (en) M. C. Morgan, Foreign Affairs 1886-1914, 1973.
- Pierre Milza, Les Relations internationales 1871-1914, Armand Colin, 1990.

#### Colonisation de l’Afrique
- Henri Brunschwig, Le Partage de l’Afrique noire, Flammarion, 1971.
- Gabriel Hanotaux, Fachoda : Le partage de l'Afrique, E. Flammarion, Paris, 1909, 358 p., une carte.
- (en) G. N. Uzoigwe, Britain and the Conquest of Africa: the Age of Salisbury, Ann Harbor, 1974.
- Henri Wesseling, Le Partage de l’Afrique, 1880-1914, Denoël, 1996 (éd. en néerlandais, 1991)
- André Lebon, La Politique de la France en Afrique, 1896-1898, Plon, 1901 (pages 1 à 40)

#### Fachoda
- Pierre Ancery, « La crise de Fachoda en 1898 : choc des impérialismes français et anglais », RetroNews, BNF,‎ 24 novembre 2019 (lire en ligne)
- Albert Baratier :
  - Au Congo. Souvenirs de la mission Marchand. De Loango à Brazzaville, A. Fayard, Paris, 1914.
  - Vers le Nil. Souvenirs de la mission Marchand. De Brazzaville à Fort-Desaix, A. Fayard, Paris, 1925.
  - Souvenirs de la mission Marchand. [III.] Fachoda, B. Grasset, Paris, 1941.
- (en) R.G. Brown, Fashoda reconsidered : the impact of domestic politics on French policy in Africa, 1893-1898, Johns Hopkins University Press, 1970, 157 p.
- J. M. Emily (médecin-général), Fachoda, mission Marchand, 1896-1899, Hachette, Paris, 1935.
- Moïse Landeroin, Mission Congo-Nil (Mission Marchand) - Carnets de route, Édition l'Harmattan, 2008  (ISBN 2-7384-4825-9).
- (en) Lewis D. Levering, The Race to Fashoda, Weidenfeld, 1987.
- Charles Michel, Vers Fachoda à la rencontre de la mission Marchand, Plon, Paris, 1900.
- Marc Michel :
  - La Mission Marchand (1895-1899), Mouton, 1972.
  - Fachoda : guerre sur le Nil, Larousse, 2010,  (ISBN 978-2-03-584832-1).
- Pierre Pellissier, Fachoda et la mission Marchand, Perrin, 2011, 380 p.
- Fabrice Serodes :
  - Anglophobie et politique de Fachoda à Mers el-Kebir, L'Harmattan, 2010
  - De Fachoda à Kodok, Geoconfluences, 2019
- Paul Webster, Fachoda : la bataille pour le Nil, Édition du Félin, 2001, 235 p.  (ISBN 978-2-866453138).
- Présenté par Éric Deroo, La Grande Traversée de l'Afrique 1896-1899, Congo-Fachoda-Djibouti, bilingue français-anglais, Éditions LBM, Paris, 2010  (ISBN 978-2915347807).

#### Bases de données et dictionnaires
- Notices dans des dictionnaires ou encyclopédies généralistes :   - Britannica
  - Larousse
  - Universalis
- Notices d'autorité :   - BnF (données)
  - LCCN
  - Japon
  - Israël
- La mission Marchand à travers les archives d'Alfred Dyé membre de la mission et commandant du Faidherbe 1896-1899, sur archivesnationales.culture.gouv.fr